# Štefurov
Štefurov este o comună slovacă, aflată în districtul Svidník din regiunea Prešov. Localitatea se află la altitudinea de 230 m deasupra n.m., se întinde pe o suprafață de 8,75 km2 și în 2017 număra 114 locuitori.

## Istoric
Localitatea Štefurov este atestată documentar din 1414.

## Demografie
| An:                | 1994 | 2004   | 2014   | 2024    |
| ------------------ | ---- | ------ | ------ | ------- |
| Număr de persoane: | 106  | 111    | 111    | 99      |
| Diferență:         |      | +4,71% | −1,42% | −10,81% |

| An:                | 2023 | 2024   |
| ------------------ | ---- | ------ |
| Număr de persoane: | 103  | 99     |
| Diferență:         |      | −3,88% |